# 10 000 mètres féminin aux championnats du monde d'athlétisme 2017
Pour un article plus général, voir Championnats du monde d'athlétisme 2017.
Navigation
Pékin 2015 Doha 2019
L'épreuve du 10 000 mètres féminin des championnats du monde de 2017 se déroule le 5 août 2017 dans le Stade olympique de Londres, au Royaume-Uni. Elle est remportée par l'Éthiopienne  Almaz Ayana.

## Critères de qualification
Pour se qualifier pour les championnats, il faut avoir réalisé 32 min 15 s 00 ou moins entre le 1er janvier 2016 et le 23 juillet 2017.

## Résultats
| Rang               | Nom                      | Nationalité      | Temps    | Notes |
| ------------------ | ------------------------ | ---------------- | -------- | ----- |
| Médaille d'or      | Almaz Ayana              | Éthiopie         | 30:16.32 | WL    |
| Médaille d'argent  | Tirunesh Dibaba          | Éthiopie         | 31:02.69 | SB    |
| Médaille de bronze | Agnes Jebet Tirop        | Kenya            | 31:03.50 | PB    |
| 4                  | Alice Aprot Nawowuna     | Kenya            | 31:11.86 | SB    |
| 5                  | Susan Krumins            | Pays-Bas         | 31:20.24 | PB    |
| 6                  | Emily Infeld             | États-Unis       | 31:20.45 | PB    |
| 7                  | Irene Chepet Cheptai     | Kenya            | 31:21.11 | SB    |
| 8                  | Molly Huddle             | États-Unis       | 31:24.78 |       |
| 9                  | Emily Sisson             | États-Unis       | 31:26.36 |       |
| 10                 | Ayuko Suzuki             | Japon            | 31:27.30 | SB    |
| 11                 | Yasemin Can              | Turquie          | 31:35.48 |       |
| 12                 | Shitaye Eshete           | Bahreïn          | 31:38.66 | SB    |
| 13                 | Mercyline Chelangat      | Ouganda          | 31:40.48 | PB    |
| 14                 | Dera Dida                | Éthiopie         | 31:51.75 |       |
| 15                 | Desi Mokonin             | Bahreïn          | 31:55.34 |       |
| 16                 | Natasha Wodak            | Canada           | 31:55.47 | SB    |
| 17                 | Darya Maslova            | Kirghizistan     | 31:57.23 | SB    |
| 18                 | Sitora Hamidova          | Ouzbékistan      | 31:57.42 | NR    |
| 19                 | Mizuki Matsuda           | Japon            | 31:59.54 |       |
| 20                 | Rachel Cliff             | Canada           | 32:00.03 | PB    |
| 21                 | Beth Potter              | Royaume-Uni      | 32:15.88 |       |
| 22                 | Eloise Wellings          | Australie        | 32:26.31 | SB    |
| 23                 | Failuna Abdi Matanga     | Tanzanie         | 32:29.97 |       |
| 24                 | Miyuki Uehara            | Japon            | 32:31.58 |       |
| 25                 | Salome Nyirarukundo      | Rwanda           | 32:45.95 | SB    |
| 26                 | Madeline Hills           | Australie        | 32:48.57 |       |
| 27                 | Charlotte Taylor         | Royaume-Uni      | 32:51.33 |       |
| 28                 | Carla Salomé Rocha       | Portugal         | 32:52.71 |       |
| 29                 | Margarita Hernández      | Mexique          | 33:06.53 |       |
| 30                 | Camille Buscomb          | Nouvelle-Zélande | 33:07.53 |       |
| 31                 | Carmen Patricia Martínez | Paraguay         | 33:18.22 | NR    |
| -                  | Sarah Lahti              | Suède            | DNF      |       |
| -                  | Jess Martin              | Royaume-Uni      | DNF      |       |

## Légende
Records et Performances
- AR : Record continental (area record)
- CR : Record des championnats (championship record)
- MR : Record du meeting (meet record)
- NR : Record national (national record)
- OR : Record olympique (olympic record)
- PR : Record paralympique (paralympic record)
- PB : Record personnel (personal best)
- SB : Meilleure performance personnelle de la saison (season's best)
- WL : Meilleure performance mondiale de l'année (world leader)
- WJR : Record du monde junior (world junior record)
- WR : Record du monde (world record)

Circonstances et Conditions
- DNF : N'a pas terminé (did not finish)
- DNS : N'a pas pris le départ (did not start)
- DQ : Disqualification (disqualification)
- NM : Aucun essai valable enregistré (No Mark)
- Q : Qualifié « directement » au prochain tour (ou à la prochaine compétition), lors d'une compétition majeure, grâce au classement ou à la réalisation des minima (automatic qualifier)
- q : Qualifié au prochain tour (ou à la prochaine compétition), lors d'une compétition majeure, grâce au repêchage ou à la réalisation de l'une des meilleures performances parmi celles des « non qualifiés directement » (grâce au meilleur temps ou à la meilleure distance par exemple) (secondary qualifier)